# Кулсаръ
Кулсаръ (на казахски: Құлсары, на руски: Кульсары) e град в Западен Казахстан, административен център на Жълъойския район на Атърауска област. Градът е разположен в 11 км от река Емба и на 220 км източно от областния център Атърау.

## География
Кулсаръ е разположен в Каспийската депресия и градът е под морското равнище. В района има предимно солени почви, което е довело и до появата на нефтени находища. На няколко километра северно от града тече река Емба. Малкият ѝ приток Курсай минава през града и в западния му край пълни с водите си езерото Камъскол.
Кулсаръ има степен климат. Средната годишна температура е 10,9°C, а годишните валежи са 224 мм. Лятото е много сухо и има много малко валежи, зимните месеци са студени.

## История
Градът е основан през 1939 г. с началото на проучването на нефтените залежи в областта. Името му произлиза от казахския воин Кулсаръ от племето Адай, който според легендата е погребан в района. Първоначално е малко населено място с петролна база. С изграждането на жп линията настъпва икономически подем. През 2001 г. е обявен за град. През 2002 г. съгласно постановление на правителството на Република Казахстан, поради рязко влошаване на екологичната ситуация в резултат на аварии и планирани емисии от завода Теңізшевройл, тук са изселени жителите на засегнатото село Саръкамъс. 